# 빌헬름 퀴네
빌헬름 프리드리히 퀴네(독일어: Wilhelm Friedrich Kühne, 1837년 3월 28일 – 1900년 6월 10일)는 독일의 생리학자이다. 독일의 함부르크에서 태어난 퀴네는 "효소(enzyme)"라는 단어를 만든 것으로 현재 가장 잘 알려져 있다.

## 일생
빌헴름 퀴네는 1837년 3월 28일에 독일의 함부르크에서 태어났다. 뤼네부르크에서 김나지움을 다닌 후 그는 괴팅겐 대학교로 갔고, 그 곳에서 화학에서의 스승은 프리드리히 뵐러였고, 생리학에서의 스승은 루돌프 바그너였다. 1856년에 졸업한 그는 베를린에서 에밀 뒤부아레몽, 파리에서 클로드 베르나르, 빈에서 카를 루트비히 및 에른스트 빌헬름 폰 브뤼케를 비롯한 여려 유명 생리학자들의 문하에서 수학했다.
1863년 말에 퀴네는 루돌프 피르호 휘하의 베를린에 있는 병리학 연구실의 화학 부서를 맡았다. 1868년에 퀴네는 암스테르담 대학교의 생리학 교수로 임명되었다. 그리고 1871년에 그는 하이델베르크 대학교에서 같은 직책을 맡은 헤르만 폰 헬름홀츠의 후임자로 선택되었으며, 1990년 6월 10일에 세상을 떠났다.

## 업적
퀴네의 원래 연구는 두 가지 주요 부류로 나뉠 수 있는데, 연구 기간의 초기에는 근육 및 신경의 생리학에 관한 것이었다. 1864년에 퀴네는 근육의 긴장 상태를 유지하는 역할을 하는 골격근에서 점성의 단백질을 추출했다. 퀴네는 이 단백질을 마이오신이라고 불렀다. 퀴네는 베를린에서 피르호와 함께 소화에 대한 화학을 조사하기 시작했다. 1876년에 퀴네는 단백질가수분해효소인 트립신을 발견했다.
퀴네는 빛이 있을 때 망막에서 일어나는 시각적 현상의 화학적 변화에 대한 연구로도 유명하다. 퀴네는 1876년에 프란츠 크리스티안 볼이 기술한 로돕신을 사용하여 시각에 대한 광화학적 이론을 만들려고 시도했다. 그러나 퀴네는 낮은 강도의 빛에서 시력과 관련하여 그 중요성을 확립할 수 있었지만, 가장 뚜렷한 시력이 망막 영역에 존재하지 않는 것에 대해서는 이론의 완전성을 떨어뜨리게 하고 일반적으로 받아들일 수 없게 했다. 퀴네는 또한 눈에 있는 로돕신의 상태를 고정하기 위해 화학적인 과정을 적용하여 토끼의 망막에서 이미지를 생성하는 옵토그래피 과정을 개척했다. 나중에 퀴네는 결정적이지 않은 결과로 독일 브루흐잘에서 유죄 판결을 받은 살인자의 눈에 그의 기술을 시도했다.
퀴네는 1898년에 스웨덴 왕립 과학한림원의 회원으로 선출되었다.

## 몇몇 주목할만한 제자들
호세 리살(1861년–1896년)은 필리핀의 순교자이자 국민 영웅으로 1886년에 하이델베르크 대학교에서 퀴네 교수에게 생리학을 배웠다.
아이다 헨리에타 하이드(1857년–1945년)는 스트라스부르의 알렉산더 빌헬름 괴테 교수의 추천으로 하이델베르크 대학교에서 퀴네 문하에서 생리학을 공부하기를 원했다. 대학 측에서는 그녀를 받아들였지만 빌헬름 퀴네는 강의와 실험실에서 그녀를 거부했다. 퀴네는 자신의 수업에서 "치마"를 절대 허용하지 않을 것이라고 말한 것으로 알려졌다. 그러나 동료가 그에게, 만약 과정이 끝날 때 그녀가 시험에 통과할 수 있다면 학위를 주겠느냐고 물었을 때 퀴네는 농담으로 그렇다고 대답했다. 그래서 6학기 동안 그녀는 교실과 손으로 하는 실험실 프로젝트와 별개로 그의 조수의 노트와 실험실 스케치만 사용하여 생리학을 공부해야 했다. 마침내 퀴네의 학술위원회에서 4시간에 걸친 구술 시험을 통해 그녀의 가치가 입증되었다. 최고의 영예인 "숨마 쿰 라우데(summa cum laude)" 학위는 여성에게는 수여할 수 없었기 때문에 퀴네는 영어로 "그녀는 많은 칭찬으로 극복했다(she overcame with much praise)"는 의미의 "물타 쿰 라우데 수페라비트(Multa Cum Laude Superavit)"라는 새로운 문구를 창안하여 그녀에게 수여했다.
하이드는 1896년에 하이델베르크에서 박사 학위를 마쳤으며, 이러한 유형으로는 여성 최초로 박사 학위를 받았다. 퀴네는 이탈리아 나폴리에 있는 나폴리 해양생물학 연구소의 하이델베르크 지원 연구 프로그램에 그녀를 추천하였고, 거기서 그녀는 침샘의 특성과 기능을 연구했다. 그녀는 이 조직의 종신 회원이자 1897년부터 1900년까지 사무관이었다.

## 같이 보기
- 발효
- 알코올 발효
- 효소
- 함부르크
- 마이오신
- 트립신

## 참고 문헌
- Kühne, Wilhelm (1877). “Über das Verhalten verschiedener organisirter und sog. ungeformter Fermente” [On the behavior of various organized and so-called unformed ferments]. 《Verhandlungen des Naturhistorisch-medicinischen Vereins zu Heidelberg》. Neue Folge [new series] (독일어) (Heidelberg) 1: 190–193.

Attribution:
- 본 문서에는 현재 퍼블릭 도메인에 속한 브리태니커 백과사전 제11판의 내용을 기초로 작성된 내용이 포함되어 있습니다.